# Gaspar Cueto
Gaspar Cueto del Campo, también documentado como Sebastián Queto, (¿diócesis de Toledo?, siglo XVI - Zaragoza, 30 de mayo de 1635) fue un compositor y maestro de capilla español.

## Vida
Es muy poco lo que se conoce de Cueto. No hay documentación sobre su vida antes de llegar a la Catedral de Zaragoza, a excepción de una indicación que lo coloca como «clérigo de la diócesis de Toledo» y el nombre de sus padres, Juan de Cueto y Ana del Campo.
Se cree que entre 1631 y 1632 estuvo de maestro de capilla de la Catedral de Teruel. El 6 de septiembre de 1631 las actas capitulares informan que «[s]e nombra a Gaspar Cueto, Maestro de Capilla». El 31 de octubre de ese año se le perpetua la distribución para que se pueda ordenar.
Tampoco se sabe mucho de su estancia en Zaragoza, debido a su brevedad. El 17 de diciembre de 1632 se tiene noticia de su llegada a Zaragoza como maestro de capilla de La Seo.

Que se reciba por Maestro de Capilla a Sebastián Queto y que se le dé salario una ración de dos y nueve, y cien escudos que deja el Maestro, y que tenga los muchachos infantes en su casa; y que no salgan a ninguna fiesta sin el Maestro de Capilla; y a los capiscoles que quedaren en el coro se les dé su parte
Actas capitulares de La Seo, 17 de diciembre de 1632

Dos semanas más tarde el cabildo da orden de «que al maestro de capilla Cueto se le adelante el salario de cien escudos y que se le perpetúen cincuenta escudos para que tenga título para poderse ordenar.»
El 17 de junio de 1633 se tienen las primeras noticias de su enfermedad, cuando las actas indican la «convalecencia al maestro de capilla: El maestro de capilla trae relación de médico que ha estado malo, pide convalecencia; diósele quince días.» En septiembre de ese año seguía la enfermedad y el maestro se ausentó de la ciudad. Se sabe porque las actas del capítulo dieron permiso a los infantes que se alojaban en casa de Cueto a trasladarse a vivir con familiares o con quien quisiesen.
Se sabe que el 21 de julio de 1634 estaba en Zaragoza de nuevo. Es la última noticia antes de la de su fallecimiento, el 28 de septiembre de 1635.

Leyó el infrascrito secretario un memorial de la madre de Gaspar Cueto, Maestro de Capilla de esta santa iglesia, en que pide y suplica se le dé alguna ayuda de costa, y atentos  los buenos servicios del dicho Maestro y la pobreza de la suplicante, se resolvió se le den cien reales de la ración que está vacante por muerte de Juan de Zaldívar y que asimismo se saquen de la misma ración otros cien reales para que se digan de Misas, por si el dicho maestro dejó de decir algunas de las que le tocaban por su ración.
Actas capitulares de La Seo, 28 de septiembre de 1635

La fecha exacta de la muerte está en el acta de defunción:

Gaspar Cueto. – En 30 de [mayo de] 1635 murió en la calle de San Lorenzo y enterramos  en La Seo a Gaspar Cueto, Maestro de Capilla de dicha Iglesia; recepit Sacramenta y se los administré yo, Marco Antonio de Guevara, Regente; hizo testamento, notario Juan Cipriano Escartín, ejecutor el licenciado Francisco Martín de Salazar
Partida de defunción

Fue enterrado en la Catedral de Zaragoza. En su testamento, realizado ante el notario Juan Adriano Cipriano de Escartín el 27 de mayo de 1635, demandaba que se cobrasen las cantidades que había prestado al racionero Carrasco, de Sigüenza, y al secretario Juan González, de Toledo.

## Obra
Cueto era un músico de prestigio en su época, siendo prueba de ello que el cabildo de Zaragoza lo llamase para el cargo a pesar de que ya debía ser de edad avanzada. Su estilo se encuentra entre el Renacimiento y el Barroco, con intentos de renovación del nuevo estilo Barroco.
De su obra solo se conserva una en el archivo de La Seo: Pastorcillo del cielo, un villancico navideño de tres a ocho voces (faltan dos voces). En la Catedral de Teruel se conserva un Laudate pueri a cinco voces. Hay noticias de un salmo, Dixit Dominus, de tercer tono, a 12 voces, que se conservaba en la Biblioteca de Música de Juan IV de Portugal. La biblioteca, con todos sus libros y documentos, fue destruida en el terremoto de Lisboa de 1755.